# 1133 هـ
1133 هـ هي سنة في التقويم الهجري امتدت مقابلةً في التقويم الميلادي بين سنتي 1720 و1721.

## مواليد
- محمد بن يوسف الإسبيري

## وفيات
- أحمد بن سليمان الرسموكي
- محمد حسين بن يحيى النوري